# Porzana flaviventer
La polluela pálida o polluela menor (Porzana flaviventer), también denominada polluela pechiamarilla (Costa Rica, México, Nicaragua), polluela de antifaz (Colombia), burrito amarillo (Argentina, Paraguay, Uruguay), gallinuelita (Cuba), gallito amarillo (República Dominicana) o polla enana (Venezuela) es una especie de ave gruiforme de la familia Rallidae que vive en América.

## Descripción
Es diminuta, mide 13 cm. Corona y línea ocular negras, separadas por una interrumpida ceja blanca; las partes superiores son estriadas, barradas y manchadas de canela, negruzco y blanco. Las mejillas, lados del pecho y cuello son castaño amarillento; flancos, vientre inferior y subcaudales barrados de blanco y negro; patas amarillo-ocráceas.

## Distribución y hábitat
Se encuentra en Argentina, Belice, Bolivia, Brasil, las islas Caimán, Colombia, Costa Rica, Cuba, Ecuador, la Guayana francesa, Guatemala, Guyana, Haití, Jamaica, México, Nicaragua, Panamá, Paraguay, Puerto Rico, la República Dominicana, El Salvador, Surinam, Trinidad y Tobago, Uruguay, Venezuela, las islas Vírgenes.
Habita en pajonales inundados alrededor de lagunas, esteros y charcos, vegetación flotante y emergente de cunetas, arroyos, ciénagas, manglares.

## Reproducción
Construye su nido esférico en el suelo, con fibras verdes de pastos, o entre macizos de gramíneas, a poca altura del suelo. Pone de 3 a 7 huevos de color crema, pintados y manchados en tonos de castaño y gris.

## Sistemática

### Descripción original
La especie P. flaviventer fue descrita por primera vez por el ornitólogo holandés Pieter Boddaert en 1783 bajo el nombre científico Rallus flaviventer; localidad tipo «Cayenne, Guayana Francesa».

### Taxonomía
No se parece a ninguna otra especie del género Porzana; por causa de las similitudes en el patrón de las mejillas y la estructura del pico, algunas veces es colocada en el género Poliolimnas junto con Porzana cinerea, una separación que puede ser apropiada.

### Subespecies
Se reconocen 5 subespecies con su correspondiente distribución geográfica:
- Porzana flaviventer bangsi (Darlington, 1931) - norte de Colombia.
- Porzana flaviventer flaviventer (Boddaert, 1783) -  Panamá y Colombia hasta Venezuela, Trinidad y las Guayanas y hacia el sur, por el norte, centro este y sur de Brasil, este de Bolivia, Paraguay y norte de Argentina.
- Porzana flaviventer gossii (Bonaparte, 1856) - Cuba y Jamaica.
- Porzana flaviventer hendersoni (Barstch, 1917) - La Española y Puerto Rico.
- Porzana flaviventer woodi (Van Rossem, 1934) - del sur de México al noroeste de Costa Rica.